# Jean-Marc Sauvé
Jean-Marc Sauvé es un alto funcionario francés nacido el 28 de mayo de 1949. Hoy es vicepresidente del Consejo de Estado francés y presidente del Instituto Francés de Ciencias Administrativas (IFSA).

## Biografía
Terminó primero en la Escuela Nacional de Administración francesa en 1977 y fue nombrado en el Consejo de Estado francés.
Fue después secretario general del gobierno desde 1995 hasta 2006.
Desde el 13 de septiembre de 2006, es vicepresidente del Consejo de Estado francés.

## Vínculos
- Presentación en la web oficial del Consejo de Estado
- Instituto Francés de Ciencias Administrativas (IFSA)
- Sitio web de la IISA: Instituto internacional de ciencias administrativas.
- Blog oficial del Instituto Francés de Ciencias Administrativas (IFSA)